# زیارت غدیریه
این زیارت به زیارت امیرالمؤمنین در عید غدیر خم نیز معروف است. در سالی که خلیفه معتصم عباسی ،علی النقی، امام دهم شیعیان را از مدینه به سامرا فراخواند، او به زیارت حرم علی بن ابی‌طالب در نجف رفته و این زیارت را خواند. برشمردن  برخی از فضائل علی بن ابی‌طالب و اشاره به مشکلات سیاسی و اجتماعی که امام اول شیعیان را آزرده بود، برخی از فرازهای این زیارت را تشکیل می دهد.

## اهمیت سیاسی
زمانی این زیارت توسط علی النقی قرائت شد که تشیع به علت فشارهای سیاسی خلفای عباسی در وضعیت سختی قرار داشت و امامان شیعه در تنگنای روزافزون قرار داشتند؛ لذا، امام هادی در ضمن زیارت با ترسیم مظلومیت علی بن ابی‌طالب سعی در جلب توجه مردم به امامت دارد.